# George Paget (General)

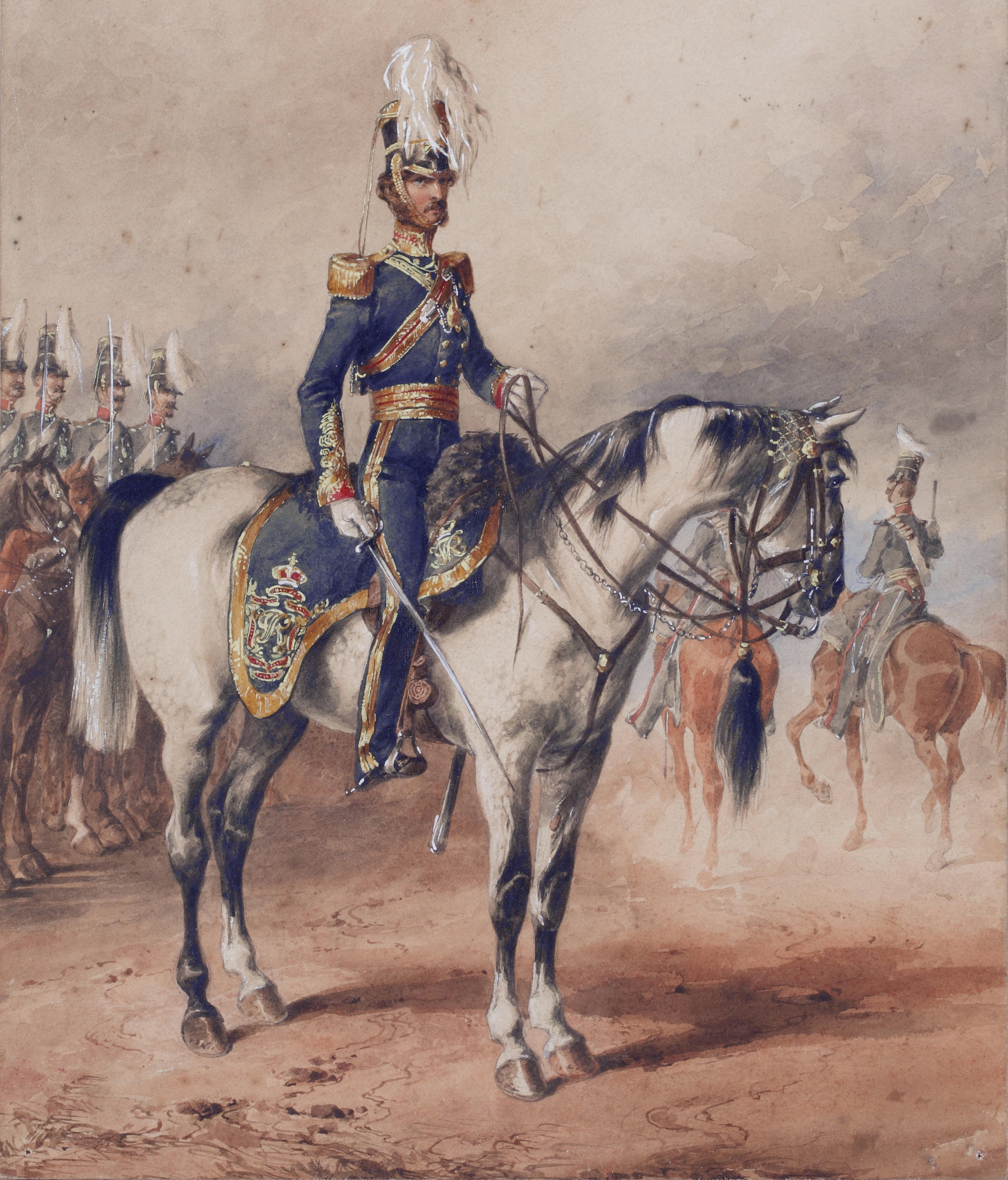
Lord George Paget, als Kommandeur der 4th (Queen’s Own) Light Dragoons, 1850

Lord George Augustus Frederick Paget, KCB (* 16. März 1818; † 30. Juni 1880) war ein britischer Politiker und General, der unter anderem zwischen 1847 und 1857 Mitglied des Unterhauses (House of Commons) war.

## Leben
Paget war das jüngste von 18 Kindern von Feldmarschall Henry Paget, 1. Marquess of Anglesey, und das sechste Kind aus dessen zweiter Ehe mit Lady Charlotte Cadogan, einer Tochter von Charles Cadogan, 1. Earl Cadogan. Als Sohn eines Marquess führte er das Höflichkeitsprädikat „Lord“. Zu seinen Geschwistern gehörten seine Halbbrüder Henry Paget, 2. Marquess of Anglesey, Lord William Paget, der ebenfalls Unterhausabgeordneter war, Admiral Lord Clarence Paget sowie General Lord Alfred Paget, die ebenfalls zudem Mitglied des House of Commons waren.
Paget wurde an der Westminster School ausgebildet und trat 1834 durch Kauf eines Offizierspatents als Cornet und Sub-Lieutenant des 1st Regiment of Life Guards in die British Army ein. Er wurde erstmals bei der Unterhauswahl am 29. Juli 1847 ins britische Unterhaus gewählt. Er wurde Nachfolger seines Cousins Frederick Paget als Abgeordneter der Whigs für das Borough Beaumaris. Er wurde 1852 wiedergewählt und hatte sein Mandat fast zehn Jahre lang bis zum 27. März 1857 inne. In den letzten Jahren seiner Parlamentszugehörigkeit fand er überwiegend Verwendung als Offizier.
Paget nahm als Lieutenant-Colonel und Kommandeur der 4th (Queen’s Own) Light Dragoons am Krimkrieg teil. Dabei kämpfte er in der Schlacht an der Alma und der Schlacht bei Balaklawa. In Letzterer führte er die zweite Welle der berühmt gewordenen Attacke der Leichten Brigade. Später war er Brigadier-General der Light Cavalry Brigade und stieg schließlich bis in den Rang eines Generals der British Army auf. Er wurde am 2. Juni 1869 als Knight Commander des Order of the Bath ausgezeichnet. Er amtierte von 1868 bis 1874 als Colonel der 7th (The Princess Royal’s) Dragoon Guards und von 1874 bis zu seinem Tod, 1880, als Colonel der 4th (Queen’s Own) Hussars.
Paget war zweimal verheiratet. Aus seiner ersten am 27. Februar 1854 geschlossenen Ehe mit seiner Cousine Agnes Charlotte Paget, Tochter des Unterhausabgeordneten und Diplomaten Arthur Paget, gingen zwei Söhne hervor. Der ältere Sohn Cecil Stratford Paget (1856–1936) diente als Captain im 5. Bataillon des King’s Royal Rifle Corps, während der jüngere Sohn Charles Paget (1858–1867) bereits als Neunjähriger verstarb. Nachdem seine erste Ehefrau sechs Tage nach der Geburt des jüngeren Sohnes am 10. März 1858 verstarb, heiratete Paget am 6. Februar 1861 in zweiter Ehe Louisa Elizabeth Heneage († 1914), Tochter eines Offiziers der Life Guards. Diese Ehe blieb jedoch kinderlos.